# Mormopterus phrudus
Mormopterus phrudus (Handley, 1956) è un pipistrello della famiglia dei Molossidi endemico del Perù.

## Descrizione

### Dimensioni
Pipistrello di piccole dimensioni, con la lunghezza della testa e del corpo tra 50 e 51 mm, la lunghezza dell'avambraccio tra 33 e 34 mm, la lunghezza della coda tra 29 e 32 mm, la lunghezza del piede di 8 mm, la lunghezza delle orecchie tra 13 e 14 mm.

### Aspetto
Le parti dorsali sono marroni scure con la base dei peli bianca, mentre le parti ventrali sono bruno-nerastre, con la gola biancastra. Il muso è largo, con il labbro superiore ricoperto di pliche cutanee superficiali e di numerosi peli spatolati. Le orecchie sono relativamente piccole, sottili, con l'estremità arrotondata e separate. Il trago è piccolo ed appuntito, mentre l'antitrago è poco sviluppato. Nei maschi è presente una sacca golare. Le membrane alari sono bruno-nerastre. La coda è lunga, tozza e si estende per più della metà oltre l'uropatagio.

## Biologia

### Comportamento
Si rifugia probabilmente nelle grotte.

### Alimentazione
Si nutre di insetti.

## Distribuzione e habitat
Questa specie è diffusa nel Perù centro-meridionale, nella Regione di Cusco.
Vive nelle foreste subtropicali a circa 3.000 metri di altitudine.

## Conservazione
La IUCN Red List, considerato che questa specie è conosciuta soltanto in una località, situata all'interno di un parco nazionale, classifica M.phrudus come specie vulnerabile (VU).